# 아리마가와역
아리마가와역(일본어: 有間川駅, ありまがわえき)은 일본 니가타현 조에쓰시에 있는 에치고토키메키 철도의 철도역이다.

## 역 구조
상대식 2면 2선 구조의 지상역으로, 정류소로 취급되고 있다. 역사는 하행선 승강장 쪽에 있으며, 반대쪽 승강장과는 건널목으로 이어져 있다.
무인역이다.

### 승강장
| 역사쪽 | ■ 니혼카이 히스이 라인 | 나오에쓰 방면            |
| 반대쪽 | ■ 니혼카이 히스이 라인 | 이토이가와 · 도마리 방면 |

## 역세권 정보
- 아리마강
- 국도 제8호선

## 역사
- 1946년 9월 1일 - 일본국유철도 호쿠리쿠 본선 나다치 역 ~ 다니하마 역 사이에 "아리마가와 임시 승강장"으로 개업.
- 1947년 7월 1일 - 역으로 승격해 "아리마가와 역"이 되었다.
- 1987년 4월 1일 - 민영화에 따라 서일본 여객철도의 소속이 되었다.
- 2015년 3월 14일 - 호쿠리쿠 신칸센 개통에 따라 에치고토키메키 철도로 소속이 이관되었다.

## 인접역
| 에치고토키메키 철도 ■ 니혼카이 히스이 라인 | 에치고토키메키 철도 ■ 니혼카이 히스이 라인 | 에치고토키메키 철도 ■ 니혼카이 히스이 라인 |
| ------------------------------------------ | ------------------------------------------ | ------------------------------------------ |
| 나다치 도마리 방면                         |                                            | 다니하마 나오에쓰 방면                     |